# Hégen község
Hégen község (románul: Comuna Brădeni) község Szeben megyében, Romániában. Központja Hégen, beosztott falvai Pusztacelina és Réten.

## Fekvése
Nagyszebentől 72, Szentágotától 19 kilométerre található. Északon és keleten Maros megyével szomszédos, délen Jakabfalva községgel.

## Népessége
1850-től a népesség alábbiak szerint alakult:
| Lakosok száma | 2639 | 2485 | 2686 | 2606 | 2920 | 2156 | 1520 | 1471 | 1441 | 1368 |
|               | 1850 | 1880 | 1900 | 1920 | 1941 | 1977 | 1992 | 2002 | 2011 | 2021 |

A 2011-es népszámlálás adatai alapján a község népessége 1441 fő volt, melynek 55,38%-a román, 37,27%-a roma és 1,87%-a magyar. Vallási hovatartozás szempontjából a lakosság 90,98%-a ortodox, 2,57%-a pünkösdista.

## Nevezetességei
A község területéről az alábbi épületek szerepelnek a romániai műemlékek jegyzékében:
- a hégeni erődtemplom (LMI-kódja SB-II-a-A-12340)
- Hégen megállóhely és a Nagyszeben–Szentágota keskeny nyomtávú vasút hégeni szakasza (SB-II-m-B-20923.01, 02, 03)
- a réteni evangélikus templom (SB-II-m-B-12519)
- a réteni Szent Miklós-templom (SB-II-m-B-12520)

## Híres emberek
- Hégenben született Remus Răduleț(wd) (1904–1984) mérnök, a Román Akadémia tagja.
- Pusztacelinán született Lőrinczi László (1919–2011) költő, író, műfordító, szerkesztő.